# Rastislav Moravski
Rastislav ali Rostislav, znan tudi kot sv. Rastislav, (latinsko Rastiz, grško Ῥασισθλάβος / Rasistlábos) je bil drugi znani vladar Moravske, ki je vladal od leta 846 do 870, * okoli 820,  Velikomoravska, † 870, Regensburg, Vzhodna Frankovska.
Svojo vladavino je začel kot vazal Ludvika Nemškega, kralja  Vzhodne Frankovske in utrdil svojo oblast do te mere, da je po letu 855 odbil vrsto napadov Frankov. Na njegovo pobudo sta brata Ciril in Metod, ki ju je leta 863 na Moravsko poslal bizantinski cesar Mihael III., prevedla najpomembnejše krščanske liturgične knjige v slovanščino. Rastislava je s prestola vrgel njegov nečak Svetopolk I. Moravski in ga izročil Frankom. Vzhodna pravoslavna cerkev ga je leta 1994 razglasila za svetnika.

## Zgodnje življenje
Po pisanju v  Fuldskih letopisih je bil Rastislav nečak Mojmirja I., prvega znanega vladarja Moravske. Rastislavova kariera pred letom 846 ni znana, vendar je možno, da je kot talec za svojega  strica služil na dvoru Ludvika Nemškega. Ludvik je leta 846 vdrl na Moravsko, odvzel Mojmirju I. prestol in postavil Rastislava za novega moravskega kneza. Zdi se, da je bil ob prihodu na prestol že krščen, nedvomno pa je bil krščen leta 846 kot del pogojev za podporo vzhodnofrankovskega kralja.

## Pot k neodvisnosti
V prvih osmih letih Rastislavovega vladanja ni nobenega poročila o uporu na Moravskem, kar kaže,  da je ostal zvest  vazal Ludvika Nemškega. Zdi se, da je v tem obdobju pridobil nova ozemlja na vzhodu in vzpostavil mejo s Prvim bolgarskim cesarstvom.  Po pisanju Sanbertinskih letopisov je zahodnofrankovski kralj Karel Plešasti leta 853 podkupil Bolgare, da so se povezali s Slovani, očitno Moravci, in skupaj napadli kraljestvo Ludvika Nemškega.
Med bolgarsko-moravskim napadom je Ludvik Nemški odstavil prefekta Vzhodne marke Ratboda, ki se je kmalu zatem povezal z Rastislavom. Rastislavovo zavezništvo z Bolgari kaže, da se je v tem času počutil dovolj močnega, da se je uprl frankovski nadoblasti.
Leta 855 je vzhodnofrankovski kralj zbral veliko vojsko za napad na Moravsko. Njegova vojska se je ustavila pred obzidjem ene od Rastislavovih utrdb, morda Mikulčic, zdaj na Češkem, za katero se zdi, da je bila nekaj let pred tem obnovljena.  Ker kralj ni bil pripravljen na dolgotrajno obleganje, se je umaknil. Med umikom je  njegova vojska premagala veliko moravsko vojsko, ki je napadla njegov tabor. Rastislavova vojska je kljub temu zasledovala Franke in izropala številne njihove posesti ob Donavi.
Leta 856 je Ludvik Nemški predal poveljstvo nad jugovzhodnimi mejami svojega kraljestva svojemu sinu Karlmanu z nalogo, da ima Moravce pod nadzorom. Po pisanju v  Fuldskih letopisih je Karlman leta 858 vodil nov pohod proti Rastislavu, vendar je tudi ta spodletel. Karlman je nato celo sklenil zavezništvo z Rastislavom proti svojemu očetu.
Pribina, slovanski knez Spodnje Panonije, je leta 861 padel v bitki z Moravci, kar kaže, da je Karlman Rastislavu prepustil tudi to ozemlje. Kot odgovor na dolgotrajen  upor svojega sina in Rastislava se je Ludvik Nemški začel pogajati o  zavezništvu z Borisom I. Bolgarskim.  Kralj se je navidezno odpravil na nov pohod proti Rastislavu in se v zadnjem trenutku obrnil proti Karlmanu, ki ni imel druge izbire, kot da se preda.

## Misijon svetega Cirila in Metoda
Rastislav je poskušal omejiti dejavnosti frankovskih misijonarjev v svojem kraljestvu.  V ta namen se je okoli leta 862 obrnil najprej na Rim. Ker v Rimu ni bil uspešen, se je obrnl na Carigrad in prosil za učitelje, ki bi Moravce izobraževali za duhovnike. Njegovi poslanci so poudarili, da bi učitelji morali znati poučevati v slovanskem jeziku.
Rastislavova prošnja je bila uslišana. Leta 863 sta na Moravsko prišla brata Konstantin in Metod, ki sta se naučila slovanskega narečja, ki so ga govorili v okolici Soluna v Grčiji. S seboj sta pripeljala nekaj svojih učencev.  Poučevala in maševala sta v slovanskem jeziku. Konstantin je celo ustvaril pisavo glagolico, prirejeno za slovanski jezik.  Frankovska duhovščina je kmalu spoznala, da dejavnosti obeh bizantinskih bratov predstavljajo grožnjo njihovemu vplivu.  Ker so bizantinski misijonarji uživali Rastislavovo zaščito, je Ludvik Nemški poslal konstanškega škofa Salomona v Rim, kjer je opisal, kako se je  škofija Passau »razdrobila in propadla zaradi prebega Moravcev«.
Ludvik Nemški je načrtoval velik pohod proti Rastislavu in računal na podporo carja Borisa I. Bolgarskega. Bolgarski car se je v zadnjem trenutku umaknil, Ludvikov pohod pa je bil kljub temu uspešen.  Ludvik je avgusta 864 vdrl na Moravsko in prečkal Donavo, da bi osvojil  civitas Dowina, verjetno grad Devín pri Bratislavi na Slovaškem. Kralj je očitno presenetil Rastislava in ga ujel v trdnjavo. Ker se Rastislav ni mogel upreti frankovskemu obleganju, se je predal, predal številne visoke talce in kralju znova prisegel zvestobo.
Kraljev pohod ni pomenil Rastislavove podreditve. Po pisanju v Sanbertinskih letopisih je Ludvik leta 865 ponovno poslal svoje čete proti »Vendom« (Slovanom), Fuldski letopisi pa poročajo, da je bil isto leto pred kralja poklican Werner, grof v Zgornji Panoniji, obtožen zarote z Rastislavom.
Konec leta 866 sta Konstantin in Metod odpotovala z Moravske v Benetke, kjer so ju papeževi odposlanci prepričali, naj odideta v Rim. V Rimu je papež Hadrijan II. odobril njune slovanske prevode Svetega pisma. Njune slovanske učence je posvetil v duhovnike in jim celo dovolil peti slovansko bogoslužje v rimskih cerkvah.

## Zadnja leta
V začetku leta 868 se je Ludvikov sin Karlman Bavarski dvakrat uspešno spopadel z Rastislavom in se vrnil domov s plenom. Avgusta je nameraval ponovno vdreti na Moravsko kralj Ludvik,  vendar je nenadoma zbolel. Pohod je zato vodil Ludvikov najmlajši sin Karel Debeli, požgal vse Rastislavove utrdbe, zaplenil zaklade in premagal vse, ki so mu prišli nasproti. Po pisanju Fuldskih letopisov je nečaku Svetopolku prepustil »njegovo  mesto« in vladal iz svoje »neopisljive trdnjave«, verjetno v Mikulčicah na Češkem.
Leta 869 se je papež Hadrijan II. odločil oživiti nadškofijo v Iliriku. Metoda je posvetil nadškofa v Sirmiju (Sremska Mitrovica, Srbija) in papeškega legata vseh Slovanov na ozemljih, ki so jim vladali Rastislav, Svetopolk in Pribinov sin Kocelj.
Svetopolk se je medtem brez Rastislavove vednosti pogajal s Karlmanom in sprejel Karlmanovo nadoblast nad njim osebno in njegovim kraljestvom. Nečakova izdaje je Rastislava tako razbesnela, da je sklenil na banketu Svetopolka zadavili. Slednji je bil na to opozorjen in se je banketu izognil z izgovorom, da gre na lov. Rastislav se je s svojimi vojaki odpravil na lov za nečakom, vendar ga je Svetopolk ujel in ga v okovih poslal Karlmanu.
Rastislava so zastraženega poslali v Regensburg, Karlman pa je napadel Rastislavovo kraljestvo in osvojil vse njegove trdnjave.  Rastislava so obsodili na smrt zaradi izdaje, vendar mu je kralj kazen spremenil v oslepitev in zapor.  Rastislav je v ječi umrl.
Leta 1994 je češkoslovaška pravoslavna cerkev v Prešovu razglasila Rastislava za svetnika.

## Opomba
1. ↑  Slovaški zgodovinar Stanislav J. Kirschbaum omenja, da je Rastislav kot knez Nitre vladal še pred letom 846.[9]